# 鷲見恵理子
鷲見 恵理子（すみ えりこ、1975年9月17日 - ）は、日本のヴァイオリニスト。ヴァイオリン指導者鷲見三郎の孫である。

## 経歴

### 幼少時代
東京都目黒区に生まれ、3歳からヴァイオリンを両親及び祖父鷲見三郎に学んだ。1980年、桐朋学園「子供のための音楽教室」に入室し、小学校は、田園調布雙葉小学校に入学した。1987年、小学校6年生の時、第41回全日本学生音楽コンクール東日本大会小学生の部で第2位を獲得した。1988年、田園調布雙葉中学校に入学、霧島国際音楽祭に参加した。

### アメリカ留学
1989年10月、中学校2年生で渡米し、ジュリアード音楽院プレカレッジとプロフェッショナル・チルドレン・スクールに入学した。1991年、ロングアイランドのヤング・アーティスト・コンクールで第2位を獲得した。1994年、ジュリアード音楽院に入学し、ドロシー・ディレイ、室内楽をサミュエル・サンダースに師事した。同年、ミケランジェロ・アバド国際ヴァイオリン・コンクールで第1位を獲得し、その後、カーネギーホールでリサイタルを開き、ニューヨーク・デビューを果たした。1995年、デビューアルバムをリリースした。1998年、同音楽院を卒業した。

### 近年の活動
現在はミラノに在住し、イタリアを中心に演奏活動を行っている。2006年6月、ブルガリアのソフィアで、ブルガリア国立フィルハーモニー管弦楽団とサラサーテのカルメン組曲などを録音し、その後、同オーケストラのソリストとしてイタリア演奏旅行に同行した。マネージメントはアーツ・アイランドと契約している。
録音したCDは、2007年10月25日発売された。下記「レコーディング」参照
2018年1月8日放送のバラエティ番組『激レアさんを連れてきた。』に、「世界的ヴァイオリニストとしてずっとヨーロッパの貴族の前で演奏していたので居酒屋『鳥貴族』を貴族が集まるサロンとうっかり勘違いして面接を受けてしまい、とりあえず働いていた」人として出演。アルバイト時代のエピソードを披露した。

## 鷲見恵理子の鳥取県との関わり
鳥取県米子市出身の著名なヴァイオリン指導者である鷲見三郎の孫であり、東京出身ではあるが、自身もルーツは鳥取と考えている。父は、鷲見三郎の長男である鷲見健彰桐朋学園名誉教授。鷲見三郎没後、5年ごとの周年には米子市を中心に演奏を行うなど、鷲見三郎を顕彰する活動を行っている。近年は、来県回数も増えている。

## レコーディング
- デビュー（1995年、ピアノ・渡邉一正）

プロコフィエフ：ヴァイオリン・ソナタ第2番
グリーグ：ヴァイオリン・ソナタ第3番
- 本格デビュー（2007年10月25日発売、マッシモ・ランベルティーニ指揮、ソフィア・ナショナル・フィルハーモニック）

アパッスィオナート・ヴァイオリン ツィゴイネルワイゼン ◎ 鷲見 恵理子　超絶技巧名演集
Musicamici　ES-1001　
サラサーテ ツィゴイネルワイゼン Zigeunerweisen op.20
パガニーニ ロッシーニの「タンクレディ」のアリア「こんなに胸騒ぎが」による序奏と変奏曲 Introduzione e variazioni su aria ‘Di tanti palpiti' dal ‘Tancredi' di Rossini op.13
パガニーニ 魔女たちの踊り ジュースマイヤーのバレエ「ベネヴェントのくるみの木」の歌による変奏曲 Le streghe Variazioni su un'aria dal ballet di Sussmayr ‘Il noce di Benevento'　op.8
パガニーニ カンタービレ ニ長調 Cantabile op.17
サラサーテ カルメン幻想曲 Fanataisei sur Carmen de Bizet op.25